# Smilax campestris
Smilax campestris là một loài thực vật có hoa trong họ Smilacaceae. Loài này được Griseb. miêu tả khoa học đầu tiên năm 1842.